# U 94 (U-Boot, 1940)
U 94 war ein deutsches U-Boot vom Typ VII C, das im Zweiten Weltkrieg von der deutschen Kriegsmarine eingesetzt wurde.

## Geschichte
Der Auftrag für das Boot wurde am 30. Mai 1938 an die Germaniawerft in Kiel vergeben. Die Kiellegung erfolgte am 9. September 1939, der Stapellauf am 12. Juni 1940, die Indienststellung unter Kapitänleutnant Herbert Kuppisch fand schließlich am 10. August 1940 statt.
Das Boot gehörte nach seiner Indienststellung am 10. August 1940 bis zu seiner Versenkung am 28. August 1942 als Ausbildungs- und Frontboot zur 7. U-Flottille erst in Kiel und dann in St. Nazaire.

## Einsatzstatistik
U 94 absolvierte während seiner Dienstzeit zehn Unternehmungen, auf denen 26 Schiffe mit 138.467 BRT versenkt und zwei Schiffe mit 12.382 BRT beschädigt werden konnten.

### Erste Unternehmung
Das Boot lief am 20. November 1940 um 8.15 Uhr von Kiel aus und lief am 31. Dezember 1940 um 12.00 Uhr in Lorient ein. Auf dieser 42 Tage dauernden und zirka 5.480 sm über und 256 sm unter Wasser langen Unternehmung in den Nordatlantik, nordwestlich von Irland, wurden drei Schiffe mit 18.053 BRT versenkt und ein Schiff mit 4.360 BRT beschädigt.
- 2. Dezember 1940: Versenkung des britischen Dampfers Stirlingshire (Lage) mit 6.022 BRT. Der Dampfer wurde durch einen G7e-Torpedo versenkt. Er hatte 3.270 t Zucker, 2.000 t Blei, 1.900 t Kühlmittel sowie Stückgut geladen und befand sich auf dem Weg von Sydney und Townsville über die Bermudas nach Liverpool. Das Schiff gehörte zum Konvoi HX-90 mit 35 Schiffen. Es gab keine Verluste, 74 Überlebende.
- 2. Dezember 1940: Versenkung des britischen Dampfers Wilhelmina (Lage) mit 6.725 BRT. Der Dampfer wurde durch zwei Torpedos versenkt. Er hatte 6.365 t Stückgut inklusive 2.303 t Fisch sowie 1.450 t Holzschliff geladen und befand sich auf dem Weg von New Westminster über Panama und Halifax nach Liverpool. Das Schiff gehörte zum Konvoi HX-90. Es gab fünf Tote und 34 Überlebende.
- 2. Dezember 1940: Beschädigung des britischen Dampfers W. Hendrik mit 4.360 BRT. Der Dampfer wurde durch einen Torpedo beschädigt. Er wurde am 3. Dezember 1940 von deutschen Flugzeugen versenkt.
- 11. Dezember 1940: Versenkung des britischen Motorschiffes Empire Statesman (Lage) mit 5.306 BRT. Das Schiff wurde durch einen G7e-Torpedo versenkt. Er hatte Stückgut geladen und befand sich auf dem Weg von Pepel (Sierra Leone) über Freetown nach Middlesbrough. Das Schiff war ein Nachzügler des Konvois SL-56 mit 42 Schiffen. Es war ein Totalverlust mit 31 Toten.

### Zweite Unternehmung

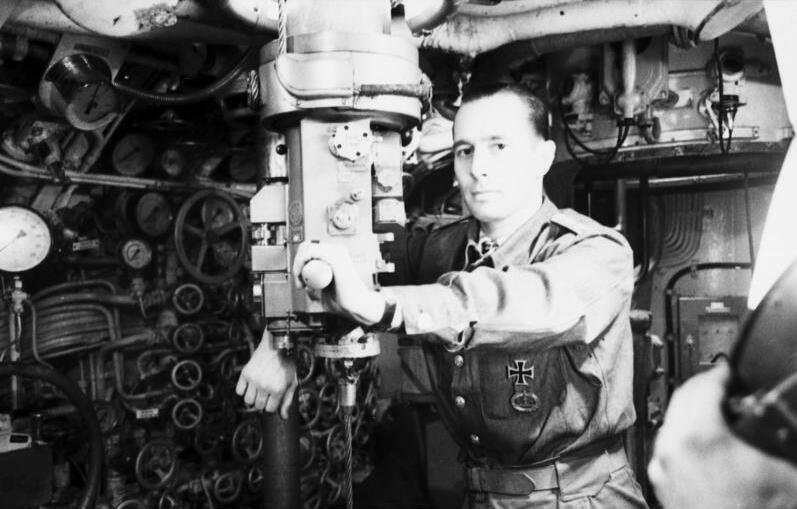
Kptlt. Herbert Kuppisch am Sehrohr von U 94

Das Boot lief am 9. Januar 1941 von Lorient aus und lief am 19. Februar 1941 um 11.15 Uhr wieder dort ein. Auf dieser 41 Tage dauernden und zirka 5.400 sm über und 100 sm unter Wasser langen Unternehmung in den Nordatlantik, dem Nordkanal und nordwestlich von Irland, wurden drei Schiffe mit 12.653 BRT versenkt.
- 20. Januar 1941: Versenkung des britischen Dampfers Florian (Lage) mit 3.174 BRT. Der Dampfer wurde durch einen G7a-Torpedo versenkt. Er fuhr in Ballast und war auf dem Weg von Kingston upon Hull nach New York. Es war ein Totalverlust mit 41 Toten.
- 29. Januar 1941: Versenkung des britischen Dampfers West Wales (Lage) mit 4.354 BRT. Der Dampfer wurde durch zwei G7e-Torpedos versenkt. Er hatte 7.147 t Stahl geladen und war auf dem Weg von New York über Halifax (Nova Scotia) nach Newport. Das Schiff war ein Nachzügler des Konvois SC-19 mit 27 Schiffen. Es gab 15 Tote und 21 Überlebende.
- 30. Januar 1941: Versenkung des britischen Dampfers Rushpool (Lage) mit 5.125 BRT. Der Dampfer wurde durch zwei G7e-Torpedos versenkt. Er hatte 7.714 t Getreide geladen und befand sich auf dem Weg von Saint John über Halifax (Nova Scotia) nach Belfast. Das Schiff war ein Nachzügler des Konvois SC-19. Es gab keine Verluste, 40 Überlebende.

### Dritte Unternehmung
Das Boot lief am 29. März 1941 um 19.30 Uhr von Lorient aus und lief am 18. April 1941 um 10.30 Uhr wieder dort ein. Auf dieser 20 Tage dauernden und zirka 4.000 sm über und 75 sm unter Wasser langen Unternehmung in den Nordatlantik, südwestlich von Island, wurden zwei Schiffe mit 10.994 BRT versenkt.
- 4. April 1941: Versenkung des britischen Dampfers Harbledown (Lage) mit 5.414 BRT. Der Dampfer wurde durch zwei Torpedos versenkt. Er hatte 94.147 Scheffel Weizen geladen und befand sich auf dem Weg von Portland über Sydney nach London. Das Schiff gehörte zum Konvoi SC-26 mit 24 Schiffen. Es gab 16 Tote und 25 Überlebende.
- 6. April 1941: Versenkung des norwegischen Tankers Lincoln Ellsworth (Lage) mit 5.580 BRT. Der Tanker wurde durch zwei Torpedos versenkt. Er fuhr in Ballast und war auf dem Weg Reykjavík nach Trinidad. Es gab keine Verluste, 20 Überlebende.

### Vierte Unternehmung
Das Boot lief am 29. April 1941 um 20.30 Uhr von Lorient aus und lief am 4. Juni 1941 um 13.30 Uhr in St. Nazaire ein. Auf dieser 37 Tage dauernden und zirka 6.000 sm über und 220 sm unter Wasser langen Unternehmung in den Nordatlantik, südwestlich von Island, südöstlich von Grönland und dem Kap Farewell, wurde vier Schiffe mit 26.767 BRT versenkt.
- 7. Mai 1941: Versenkung des britischen Dampfers Ixion (Lage) mit 10.263 BRT. Der Dampfer wurde durch einen Torpedo versenkt. Er hatte 2.900 t Stückgut geladen und war auf dem Weg von Glasgow nach New York. Das Schiff gehörte zum Konvoi OB-318 mit 38 Schiffen. Es gab keine Verluste, 96 Überlebende.
- 7. Mai 1941: Versenkung des norwegischen Dampfers Eastern Star (Lage) mit 5.658 BRT. Der Dampfer wurde durch einen Torpedo versenkt. Er hatte Stückgut sowie 16 Flugzeuge geladen und war auf dem Weg von Liverpool nach Halifax (Nova Scotia). Das Schiff gehörte zum Konvoi OB-318. Es gab keine Verluste.
- 20. Mai 1941: Versenkung des britischen Dampfers Norman Monarch (Lage) mit 4.718 BRT. Der Dampfer wurde durch zwei Torpedos versenkt. Er hatte 8.300 t Weizen geladen und war auf dem Weg von Halifax (Nova Scotia) nach Barry Roads. Das Schiff gehörte zum Konvoi HX-126 mit 29 Schiffen. Es gab keine Verluste, 48 Überlebende.
- 20. Mai 1941: Versenkung des norwegischen Tankers John P. Pedersen (Lage) mit 6.128 BRT. Der Tanker wurde durch vier Torpedos versenkt. Er hatte 9.100 t Treibstoff geladen und war auf dem Weg von Curaçao zum River Clyde. Das Schiff gehörte zum aufgelösten Konvoi HX-126. Es gab 22 Tote und 19 Überlebende.

### Fünfte Unternehmung
Das Boot lief am 12. Juni 1941 um 18.30 Uhr von St. Nazaire aus und lief am 16. August 1941 um 14.30 Uhr wieder dort ein. Auf dieser 35 Tage dauernden und 6.456 sm über und 83 sm unter Wasser langen Unternehmung in den Mittelatlantik und westlich von Gibraltar, wurden keine Schiffe versenkt oder beschädigt.

### Sechste Unternehmung
Das Boot lief am 2. September 1941 um 14.30 Uhr von St. Nazaire aus und lief am 15. Oktober 1941 in Kiel ein. U 94 gehörte zur Gruppe „Brandenburg“. Es lief am 9. Oktober 1941 zur Brennstoffergänzung in Bergen ein und am 11. Oktober 1941 wieder aus, um am 11. Oktober 1941 in Stavanger (12. wieder aus) und am 12. Oktober 1941 in Kristiansand einzulaufen (13. wieder aus). Auf dieser 43 Tage dauernden und zirka 6.609 sm über und 38 sm unter Wasser langen Unternehmung in den Nordatlantik, wurden vier Schiffe mit 29.319 BRT versenkt.
- 15. September 1941: Versenkung des britischen Dampfers Newbury (Lage) mit 5.102 BRT. Der Dampfer wurde durch einen Torpedo versenkt. Er hatte 6.800 t Kohle geladen und war auf dem Weg von Cardiff nach Buenos Aires. Das Schiff war ein Nachzügler des Konvois ON-14 mit 47 Schiffen. Es war ein Totalverlust mit 45 Toten.
- 15. September 1941: Versenkung des griechischen Dampfers Pegasus (Lage) mit 5.762 BRT. Der Dampfer wurde durch zwei Torpedos versenkt. Er hatte 5.500 ts Stück- und Militärgüter geladen und befand sich auf dem Weg von Leith nach Trinidad. Das Schiff gehörte zum Konvoi ON-14. Es gab 16 Tote und 13 Überlebende.
- 15. September 1941: Versenkung des britischen Dampfers Empire Eland (Lage) mit 5.613 BRT. Der Dampfer wurde durch zwei Torpedos versenkt. Er fuhr in Ballast und war auf dem Weg von Liverpool nach Mobile. Das Schiff war ein Nachzügler des Konvois ON-14. Es war ein Totalverlust mit 38 Toten.
- 2. Oktober 1941: Versenkung des britischen Tankers San Florentino (Lage) mit 12.842 BRT. Der Tanker wurde durch drei Torpedos versenkt. Er fuhr in Ballast und war auf dem Weg von Glasgow nach Curaçao. Das Schiff war ein Nachzügler des Konvois ONS-19 mit 49 Schiffen. Es gab 23 Tote und 34 Überlebende.

### Siebente Unternehmung
Das Boot lief am 12. Januar 1942 von Kiel aus und lief am 30. Januar 1942 um 12.30 Uhr in St. Nazaire ein. Auf dieser 19 Tage dauernden und 3.148 sm über und 125 sm unter Wasser langen Unternehmung in den Nordatlantik, wurden keine Schiffe versenkt oder beschädigt. U 94 gehörte zur Gruppe mit dem Tarnnamen „Robbe“.

### Achte Unternehmung
Das Boot lief am 12. Februar 1942 um 15.30 Uhr von St. Nazaire aus und lief am 2. April 1942 um 11.00 Uhr wieder dort ein. Auf dieser 50 Tage dauernden und zirka 7.300 sm über und 202 sm unter Wasser langen Unternehmung in den westlichen Nordatlantik, vor Neufundland und dem Sankt-Lorenz-Strom, wurden drei Schiffe mit 13.787 BRT versenkt und ein Schiff mit 8.022 BRT beschädigt.
- 24. Februar 1942: Versenkung des britischen Dampfers Empire Hail (Lage) mit 7.005 BRT. Der Dampfer wurde durch zwei Torpedos versenkt. Er fuhr in Ballast und war auf dem Weg von Leith nach Baltimore. Das Schiff gehörte zum Konvoi ON-66 mit 19 Schiffen. Es war ein Totalverlust mit 49 Toten.
- 9. März 1942: Versenkung des brasilianischen Dampfers Cayrú mit 5.152 BRT. Der Dampfer wurde durch zwei Torpedos versenkt. Er hatte Stückgut geladen sowie Passagiere an Bord und war auf dem Weg von Rio de Janeiro nach New York. Es gab 60 Tote und 32 Überlebende
- 11. März 1942: Versenkung des norwegischen Dampfers Hvoslef mit 1.630 BRT. Das Dampfer wurde durch einen Torpedo versenkt. Er hatte Zucker geladen und befand sich auf dem Weg von Sagua (Kuba) nach Boston. Es gab sechs Tote und 14 Überlebende.
- 25. März 1942: Beschädigung des britischen Tankers Imperial Transport mit 8.022 BRT. Der Tanker wurde durch zwei Torpedos beschädigt. Er fuhr in Ballast und war auf dem Weg vom Tyne nach Curaçao. Er lief am 30. März 1942 in St. John’s ein. Der Tanker wurde am 11. Februar 1940 schon einmal von U 53 beschädigt.

### Neunte Unternehmung
Das Boot lief am 4. Mai 1942 um 18.00 Uhr von Saint-Nazaire aus und lief am 23. Juni 1942 um 9.00 Uhr wieder dort ein. Es wurde am 26. Mai 1942 von U 116 mit Brennstoff und Proviant versorgt. Auf dieser 50 Tage dauernden und zirka 8.000 sm über und 170 sm unter Wasser langen Unternehmung im Nordatlantik und vor Neufundland, wurden sieben Schiffe mit 30.280 BRT versenkt. U 94 gehörte zur Gruppe mit dem Tarnnamen „Hecht“.
- 12. Mai 1942: Versenkung des panamaischen Dampfers Cocle (Lage) mit 5.630 BRT. Der Dampfer wurde durch zwei Torpedos versenkt. Er hatte Stückgut geladen und war auf dem Weg vom Tyne nach New York. Das Schiff gehörte zum Konvoi ONS-92 mit 41 Schiffen. Es gab vier Tote und 38 Überlebende.
- 13. Mai 1942: Versenkung des britischen Dampfers Batna (Lage) mit 4.399 BRT. Der Dampfer wurde durch einen Torpedo versenkt. Er hatte 4.988 t Kohle geladen und war auf dem Weg von Newport und Milford Haven nach Halifax (Nova Scotia). Das Schiff gehörte zum Konvoi ONS-92. Es gab einen Toten und 41 Überlebende.
- 13. Mai 1942: Versenkung des schwedischen Dampfers Tolken (Lage) mit 4.471 BRT. Der Dampfer wurde durch zwei Torpedos versenkt. Er fuhr in Ballast und war auf dem Weg von Kingston upon Hull nach Wabana (Conception Bay). Das Schiff gehörte zum Konvoi ONS-92. Es gab keine Verluste, 34 Überlebende.
- 5. Juni 1942: Versenkung des portugiesischen Segelschiffes Maria da Gloria mit 320 BRT. Der Segler wurde durch Artillerie versenkt. Er war auf Fischfang, kam von Lissabon und war auf dem Weg nach Grönland. Es gab 36 Tote und acht Überlebende.
- 10. Juni 1942: Versenkung des britischen Dampfers Empire Clough (Lage) mit 6.147 BRT. Der Dampfer wurde durch einen Torpedo versenkt. Er fuhr in Ballast und war auf dem Weg von Tyne über Loch Ewe nach Boston und New York. Das Schiff gehörte zum Konvoi ONS-100 mit 38 Schiffe. Es gab fünf Tote und 44 Überlebende.
- 10. Juni 1942: Versenkung des britischen Dampfers Ramsay (Lage) mit 4.855 BRT. Der Dampfer wurde durch einen Torpedo versenkt. Er fuhr in Ballast und war auf dem Weg von Tyne nach New York. Das Schiff gehörte zum Konvoi ONS-100. Es gab 40 Tote und acht Überlebende.
- 11. Juni 1942: Versenkung des britischen Dampfers Pontypridd (Lage) mit 4.458 BRT. Der Dampfer wurde durch einen Torpedo versenkt. Er fuhr in Ballast und war auf dem Weg von Immingham und Loch Ewe nach Father Point und Sydney (Nova Scotia). Das Schiff gehörte zum Konvoi ONS-100. Es gab zwei Tote und 46 Überlebende. Der Kapitän wurde von U 94 gefangen genommen.

### Zehnte Unternehmung
Das Boot lief am 3. August 1942 von St. Nazaire aus. Am 18. August 1942 wurde es von U 462 mit 62 m³ Brennstoff und Proviant versorgt. Am 28. August 1942 wurde U 94 versenkt. Auf der 25 Tage dauernden Unternehmung in den Westatlantik, der Karibik, Kuba und Florida, wurden keine Schiffe versenkt oder beschädigt.

## Verbleib
Das Boot wurde am 28. August 1942 in der Karibik östlich von Kingston (Jamaika) durch ein Catalina-Flugboot der US-Navy Squadron VP-92 bombardiert, und von der kanadischen Korvette HMCS Oakville auf Position 17° 40′ N, 74° 30′ W im Marine-Planquadrat EC 1613 durch Rammstöße versenkt. Es gab 19 Tote und 26 Überlebende.